# Seelitz
Seelitz ist eine Gemeinde im Norden des Landkreises Mittelsachsen in Sachsen. Sie ist Teil der Verwaltungsgemeinschaft Rochlitz mit Sitz in der gleichnamigen Stadt.

## Geographie
Die Gemeinde liegt ca. 2 km südöstlich der Stadt Rochlitz und 13 km nordwestlich der Stadt Mittweida oberhalb der Zwickauer Mulde.
Gemeindegliederung
Neben dem Kernort Seelitz gehören folgende Ortsteile zur Gemeinde:
| - Beedeln - Bernsdorf - Biesern - Döhlen - Fischheim - Gröblitz - Gröbschütz - Kolkau | - Köttern - Neudörfchen - Neuwerder - Neuzschaagwitz - Pürsten - Seebitzschen - Sörnzig - Spernsdorf | - Städten - Steudten - Winkeln - Zetteritz - Zöllnitz - Zschaagwitz - Zschauitz |

## Geschichte

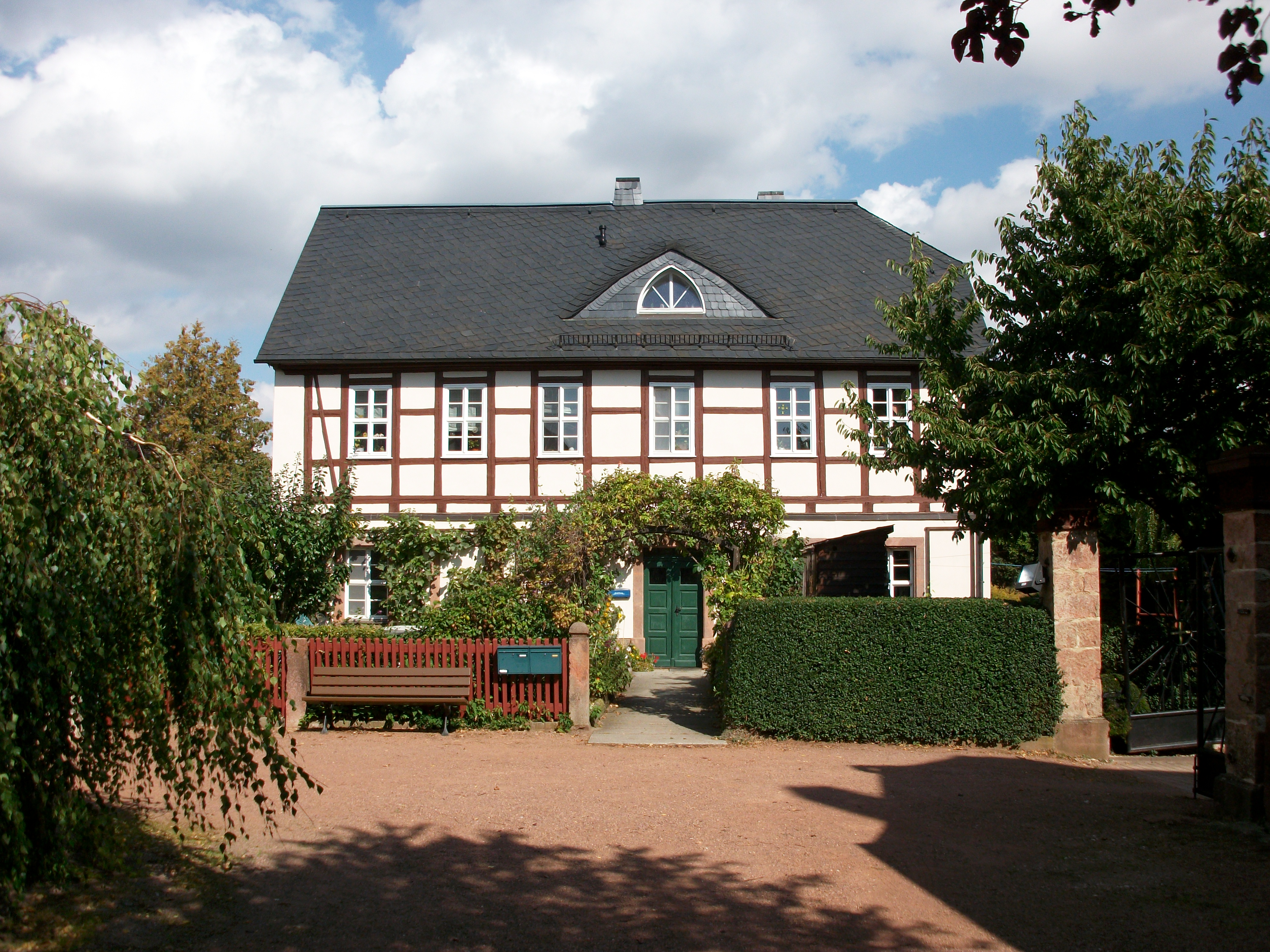
Ehemalige Kirchschule Seelitz

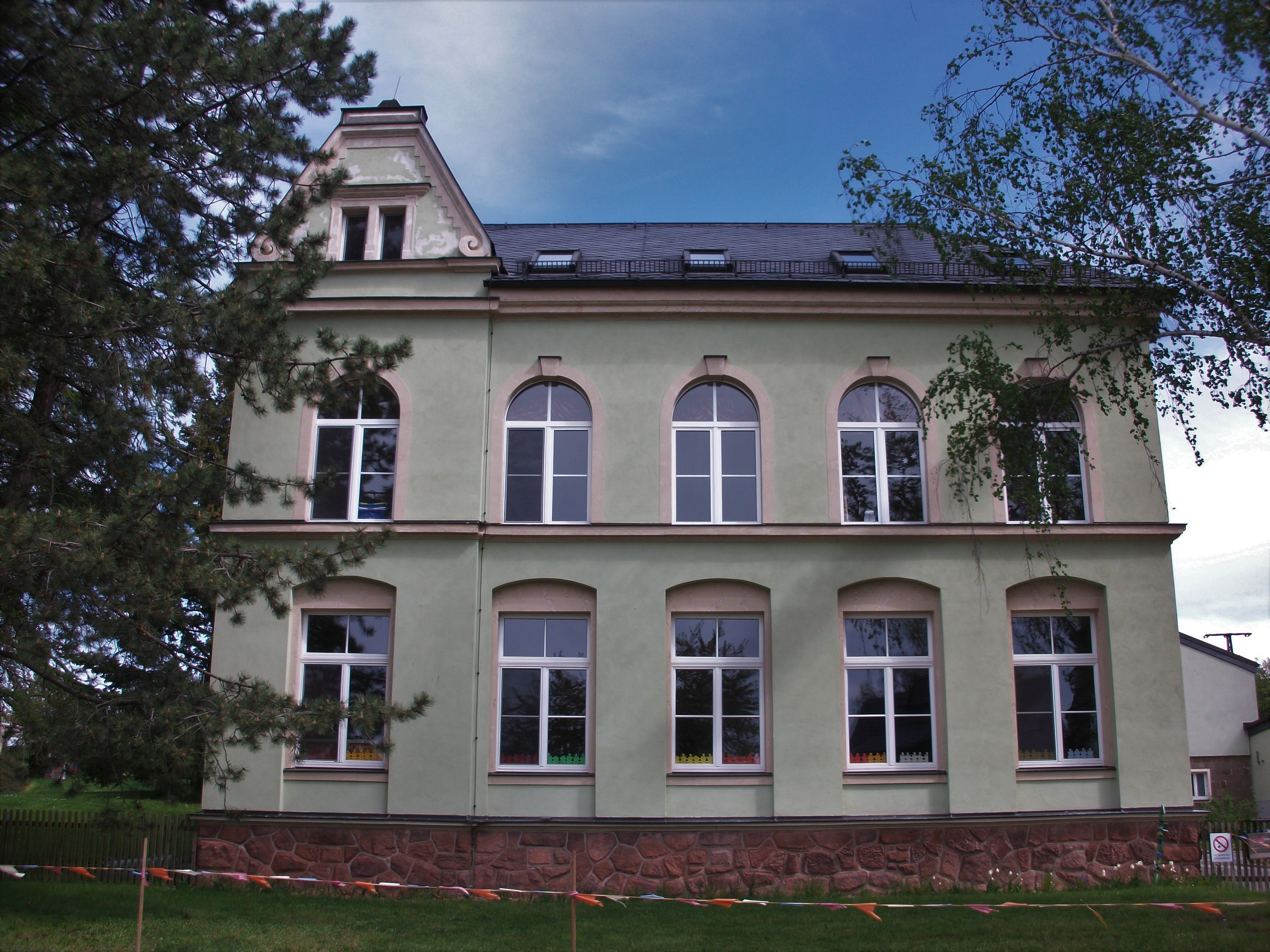
Evangelische Grundschule Seelitz

### Ortsgeschichte

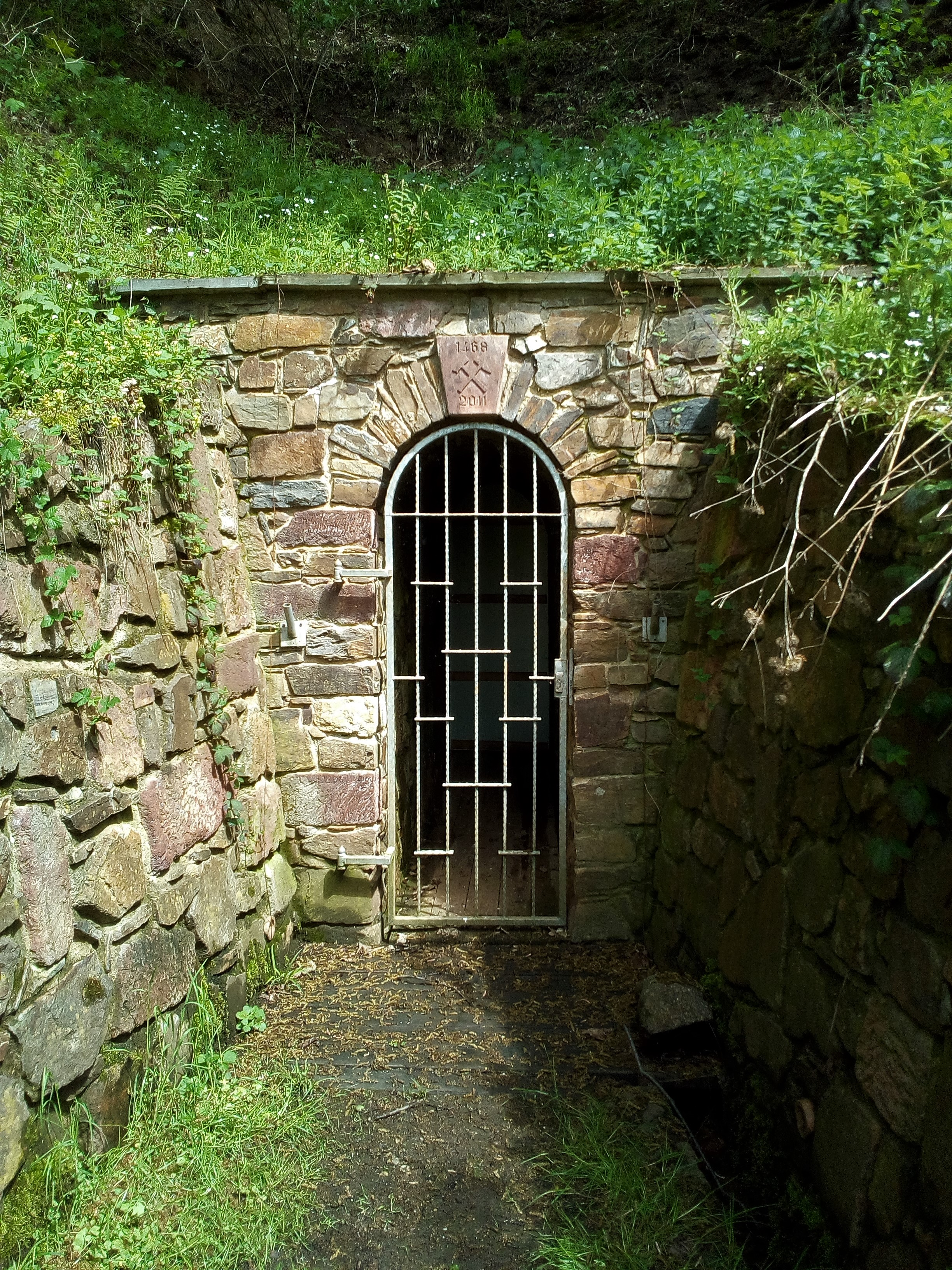
St. Johannes Stolln (Seelitz), Mundloch

Seelitz und die umliegenden Dörfer sind slawischen Ursprungs. Obwohl es keine schriftlichen Quellen gibt, die das flächendeckend bezeugen, erkennt man es z. B. an Keramikfunden (Scherben von Gefäßen), den slawischen Wallanlagen wie z. B. Fischheimer Borstel und Kötterner Porschel, den Flur- und Ortsnamen und schließlich an der Form und Größe der jeweiligen Ortsfluren.
Urkundlich erwähnt wird der Ort erstmals im Jahr 1174 als Seliz in einer Schenkungsurkunde des Markgrafen Dedo der Lausitz. In dieser schenkte er vier Seelitzer Hufen dem damals gegründeten Kloster Zschillen.
Die Schreibweise des Ortsnamens variierte seitdem nur geringfügig.
- 1174: Seliz
- 1205 und 1378: Selicz
- 1489: Zelitcz
- 1548: Selietz
- 1791: Seelitz

Der Name ist altsorbischer Herkunft. Die ursprüngliche Bedeutung ist nicht zweifelsfrei zu klären.
Möglich ist der Personenname Žel als Kurzform zu Želidrog, Seliz wäre also die Siedlung eines Žel gewesen.
Eine andere Deutung geht von zel - grün aus, Siedlung, wo es grünt.
Im Dreißigjährigen Krieg und auch späteren Kriegen hatte Seelitz unter durchziehenden und marodierenden Truppen sowie unter Seuchen zu leiden. Verwaltungsmäßig gehörte Seelitz seit dem späten Mittelalter zum Amt Rochlitz. Durch Einpfarrungen der benachbarten Dörfer bildete es einen kirchlichen Mittelpunkt. Bezüglich der Grundherrschaft gehörte Seelitz um 1548 anteilig dem Rat zu Rochlitz und der Pfarre zu Seelitz. Um 1764 gehörte der Ort als Amtsdorf zum kursächsischen bzw. königlich-sächsischen Amt Rochlitz. Eine 1839 gegründete, aber nur etwa 2 Jahre bestehende Ansiedlung deutscher Auswanderer in Missouri wurde nach dem Ort benannt. Vom 16. bis zum 18. Jahrhundert wurde in und um Seelitz nachweislich Bergbau betrieben. Die bedeutendste Fundstelle befand sich am „Vogelsang“ im Erlbachtal zwischen Seelitz und Biesern.  In dessen Nähe wurde von einem Verein der „Stolln St. Johannes“ restauriert.
Bei den im 19. Jahrhundert im Königreich Sachsen durchgeführten Verwaltungsreformen wurden die Ämter aufgelöst. Dadurch kam Seelitz im Jahr 1856 unter die Verwaltung des Gerichtsamts Rochlitz und 1875 an die neu gegründete Amtshauptmannschaft Rochlitz.
Durch die zweite Kreisreform in der DDR im Jahr 1952 wurde die Gemeinde Seelitz dem Kreis Rochlitz im Bezirk Chemnitz (1953 in Bezirk Karl-Marx-Stadt umbenannt) angegliedert, der ab 1990 als sächsischer Landkreis Rochlitz fortgeführt wurde und 1994 im neu gebildeten Landkreis Mittweida bzw. 2008 im Landkreis Mittelsachsen aufging. Der kirchlichen Konzentration im Hauptort Seelitz folgte im 20. Jahrhundert die administrative. Durch stufenweise Eingemeindungen ab 1950 hat Seelitz heute 24 Ortsteile. Die Gemeindeverwaltung befindet sich im Ortsteil Gröblitz.

### Eingemeindungen

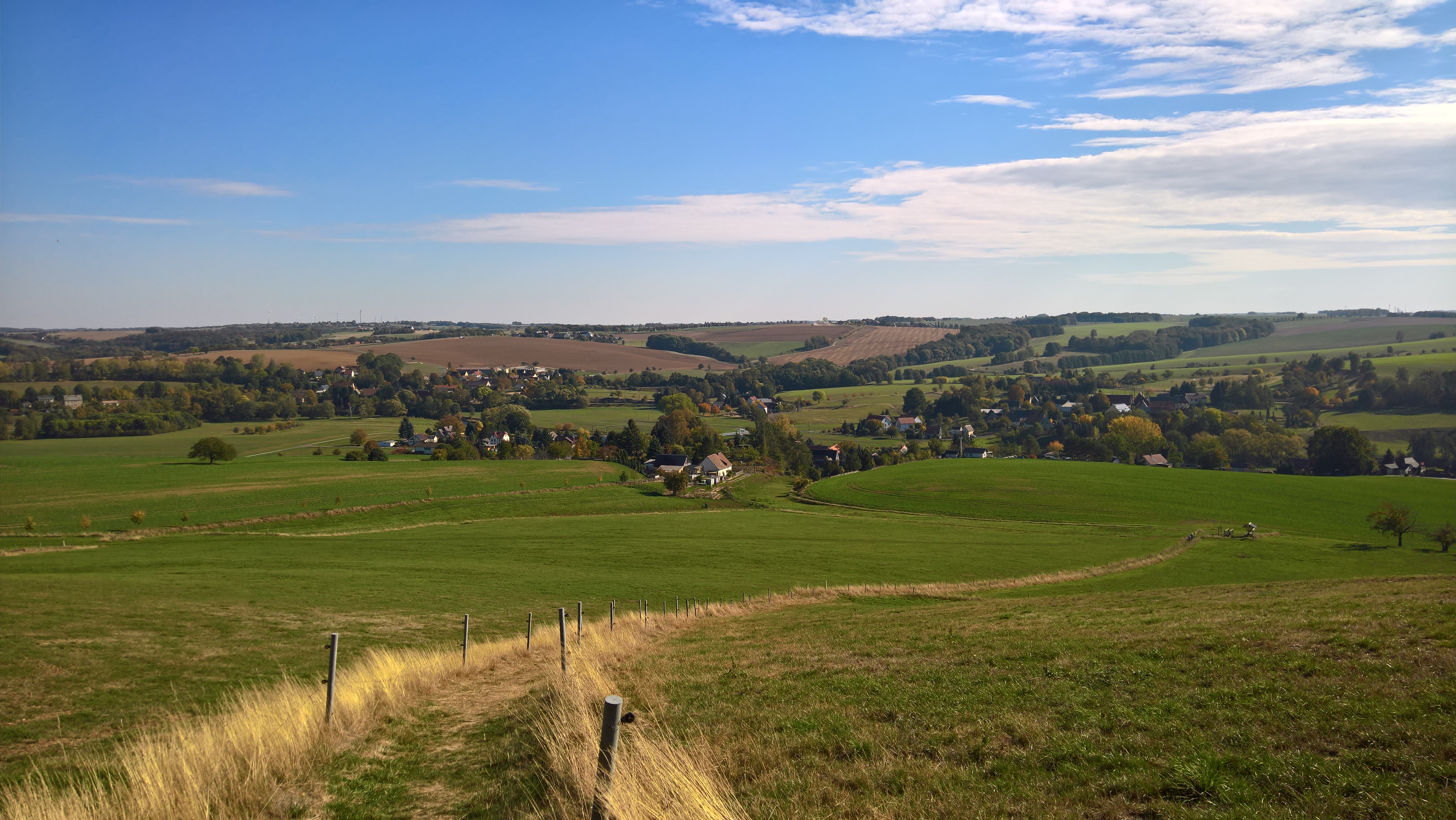
Muldentalblick vom Rochlitzer Berg nach Sörnzig (Vordergrund), Steudten (Bild links) und Fischheim (Bild rechts)

| Ehemalige Gemeinde               | Datum                 | Anmerkung                                                   |
| -------------------------------- | --------------------- | ----------------------------------------------------------- |
| Beedeln                          | 01.07.1965            | Eingemeindung nach Kolkau                                   |
| Bernsdorf                        | 01.05.1936            | Eingemeindung nach Beedeln                                  |
| Biesern                          | 01.07.1950            | Eingemeindung nach Steudten                                 |
| Döhlen                           | 01.03.1969            |                                                             |
| Fischheim                        | 01.07.1950            | Eingemeindung nach Steudten                                 |
| Gröblitz                         | 01.07.1950            |                                                             |
| Gröbschütz                       | 01.03.1974            |                                                             |
| Großstädten                      | 01.04.1935            | Zusammenschluss mit Kleinstädten zu Städten                 |
| Kleinstädten                     | 01.04.1935            | Zusammenschluss mit Großstädten zu Städten                  |
| Kolkau                           | 01.04.1993            |                                                             |
| Kolkau, Gutsbezirk               | um 1922               | Eingemeindung nach Kolkau                                   |
| Köttern                          | 01.07.1950            | Eingemeindung nach Spernsdorf                               |
| Neudörfchen                      | vor 1875              | Eingemeindung nach Döhlen                                   |
| Neutaubenheim, Gutsbezirk        | um 1922               | Eingemeindung nach Döhlen                                   |
| Neuwerder                        | vor 1875              | Eingemeindung nach Döhlen                                   |
| Pürsten                          | 01.07.1950            |                                                             |
| Seebitzschen                     | 01.07.1950            | Eingemeindung nach Steudten                                 |
| Sörnzig                          | 01.07.1950            | Eingemeindung nach Steudten                                 |
| Spernsdorf                       | 01.04.1993            |                                                             |
| Städten                          | 01.07.1950            | Eingemeindung nach Zetteritz                                |
| Steudten                         | 01.01.1994            |                                                             |
| Winkeln                          | 01.03.1963 01.01.1994 | Eingemeindung nach Zschoppelshain Umgliederung nach Seelitz |
| Zetteritz                        | 01.01.1994            |                                                             |
| Zetteritz, Gutsbezirk            | um 1922               | Eingemeindung nach Zetteritz                                |
| Zöllnitz                         | 01.04.1935            | Eingemeindung nach Seebitzschen                             |
| Zschaagwitz (mit Neuzschaagwitz) | 01.07.1950            | Eingemeindung nach Spernsdorf                               |
| Zschauitz                        | 01.07.1950            | Eingemeindung nach Gröbschütz                               |

### Kirchengeschichte
Gemäß der „Meißnischen Chronika“ soll die Geschichte der Seelitzer Kirche
angeblich bis ins 8. Jahrhundert zurückreichen.

Um 1000 entstand die Pfarrei Seelitz, die dem Bistum Meißen zugewiesen wurde nachdem das Land um Rochlitz von den Deutschen in Besitz genommen worden war, die von Franken her in das Gebiet kamen. Um diese Zeit war die ganze sorbische Bevölkerung getauft, hatte formell den christlichen Glauben angenommen. Gewaltsame Ereignisse im Zusammenhang mit der Missionierung sind in unserer Region nicht bekannt.

Verlässlich sind die in Stein gehauenen Jahreszahlen 1516 und 1529 an der Dorfkirche St. Annen selbst. Gemäß Dehio wurde in dieser Zeit an Stelle einer romanischen Kirche, die im 11. Jahrhundert entstanden sein könnte, der heutige Bau als spätgotische Hallenkirche errichtet.
Um 1430 war Seelitz vom Einfall der Hussiten betroffen, wobei auch die Kirche zerstört wurde. Seelitz schloss sich relativ früh der Reformation an. Die 1527 in Seelitz entstandene Schule ist wahrscheinlich schon evangelisch gewesen. Seelitz entwickelte sich als gewisses kirchliches Zentrum der umliegenden Dörfer. Heute ist Seelitz mit 23 Orten die größte Kirchgemeinde Sachsens.
Von 1769 bis 1771 wurde die Kirche unter Leitung des Wiederauer Zimmermeisters Michael Mäßig in einen barocken Emporensaal umgebaut. Die Ausstattung mit Altar, Kanzel (beides 1770/71) und Rokokotaufe (1773) schuf der zu dieser Zeit in Penig ansässige Bildhauer Johann Gottfried Stecher (1718–1776).

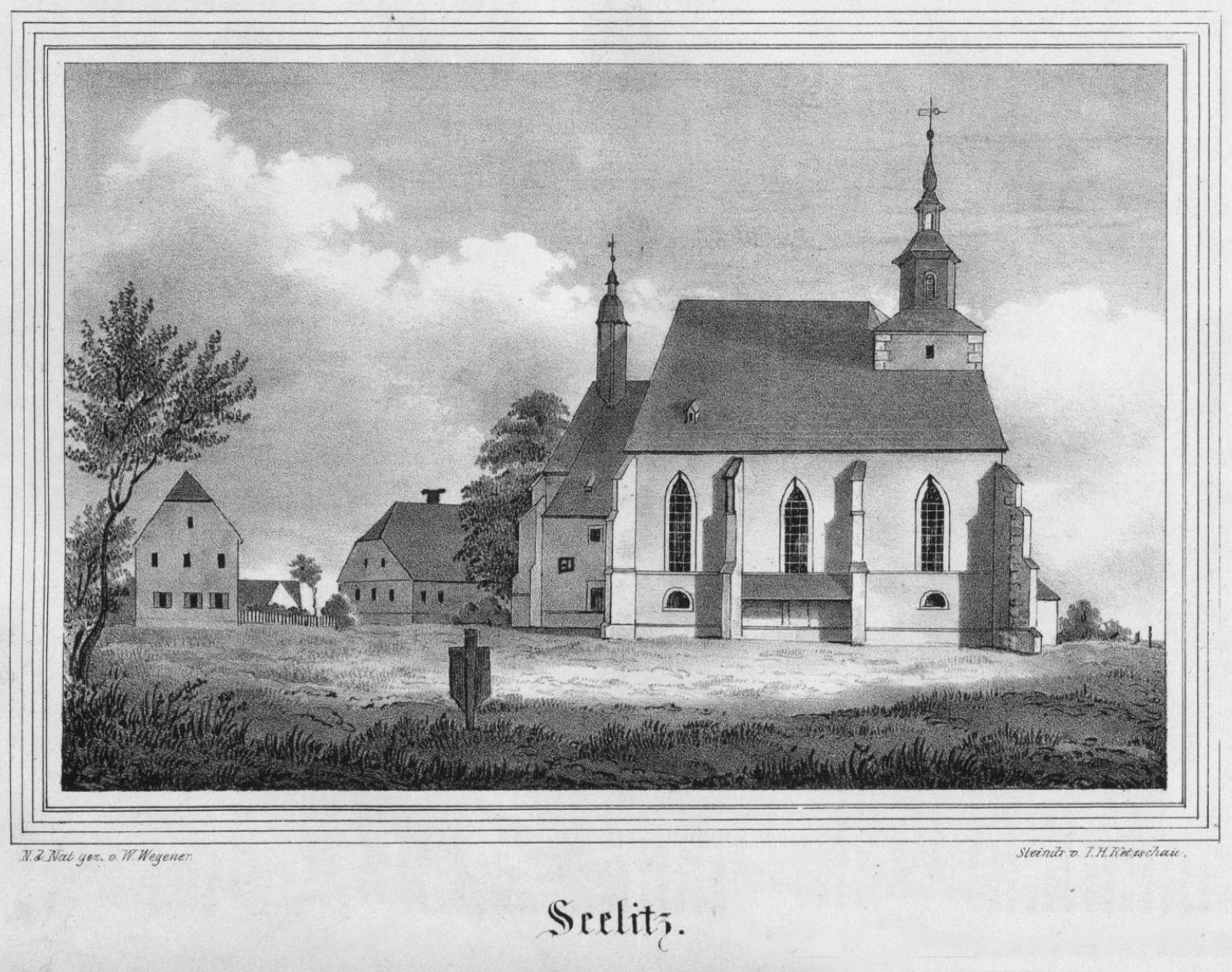
Die St. Annenkirche um 1840
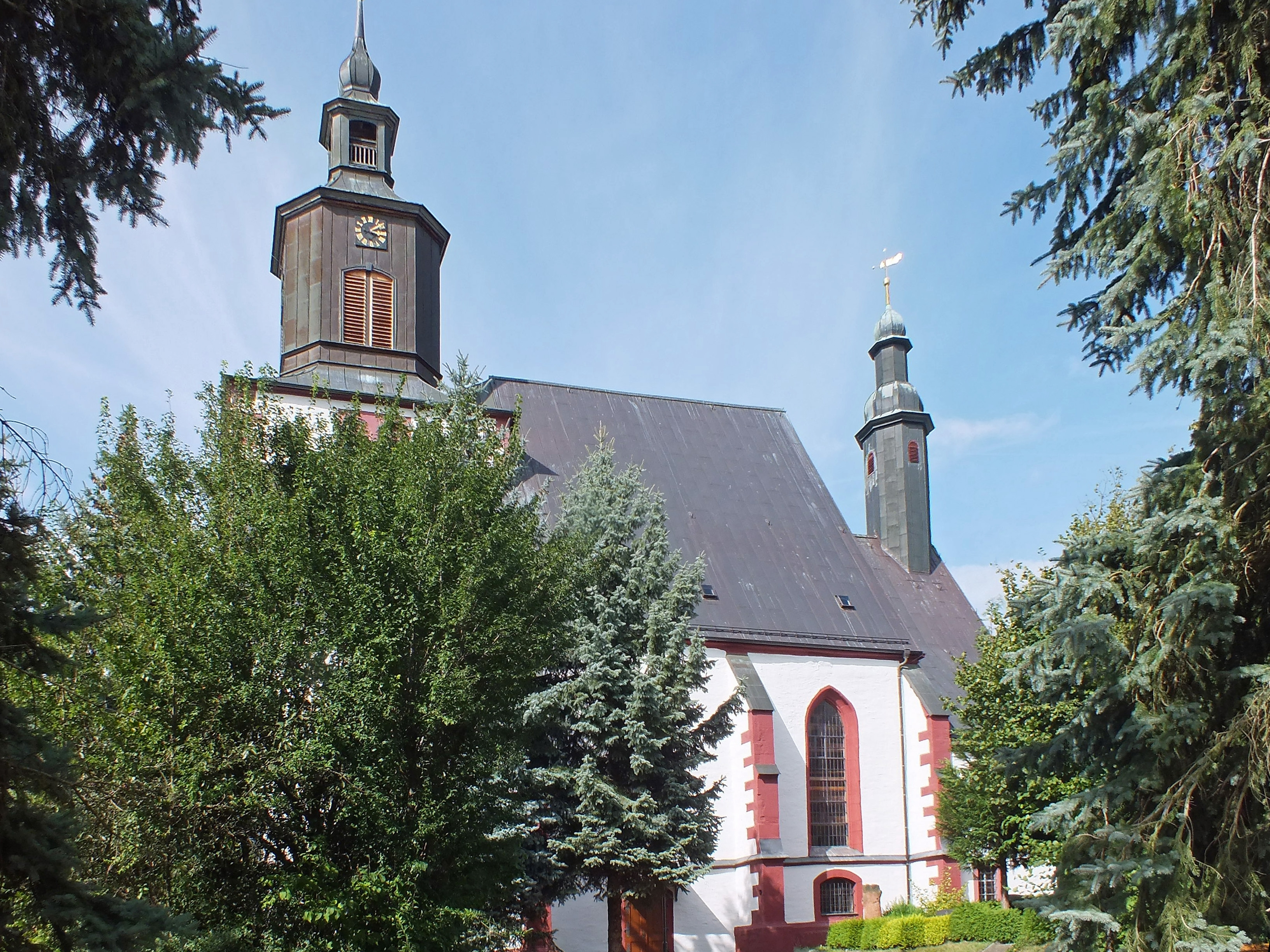
Die St. Annenkirche 2012
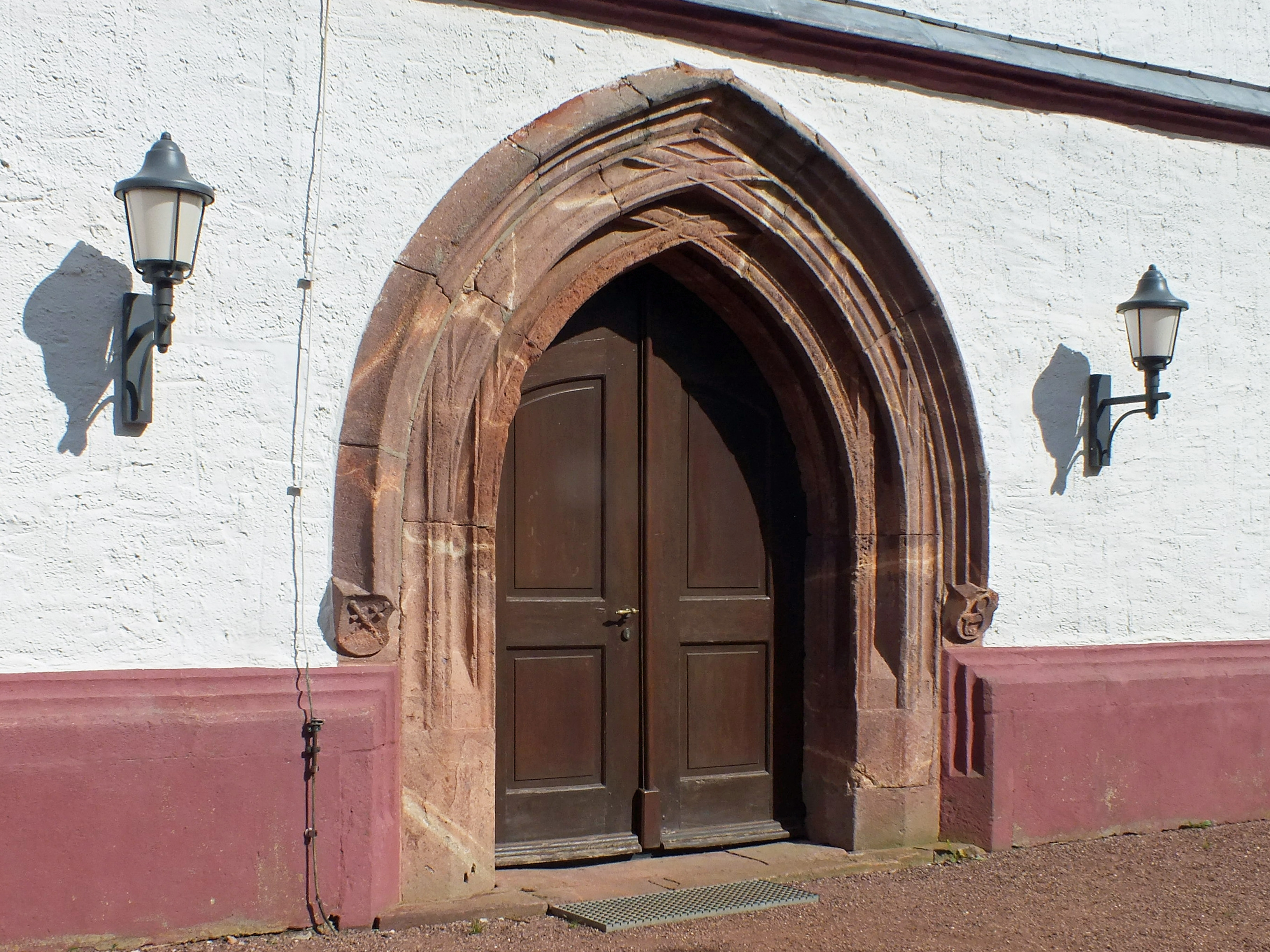
Gotischer Türstock
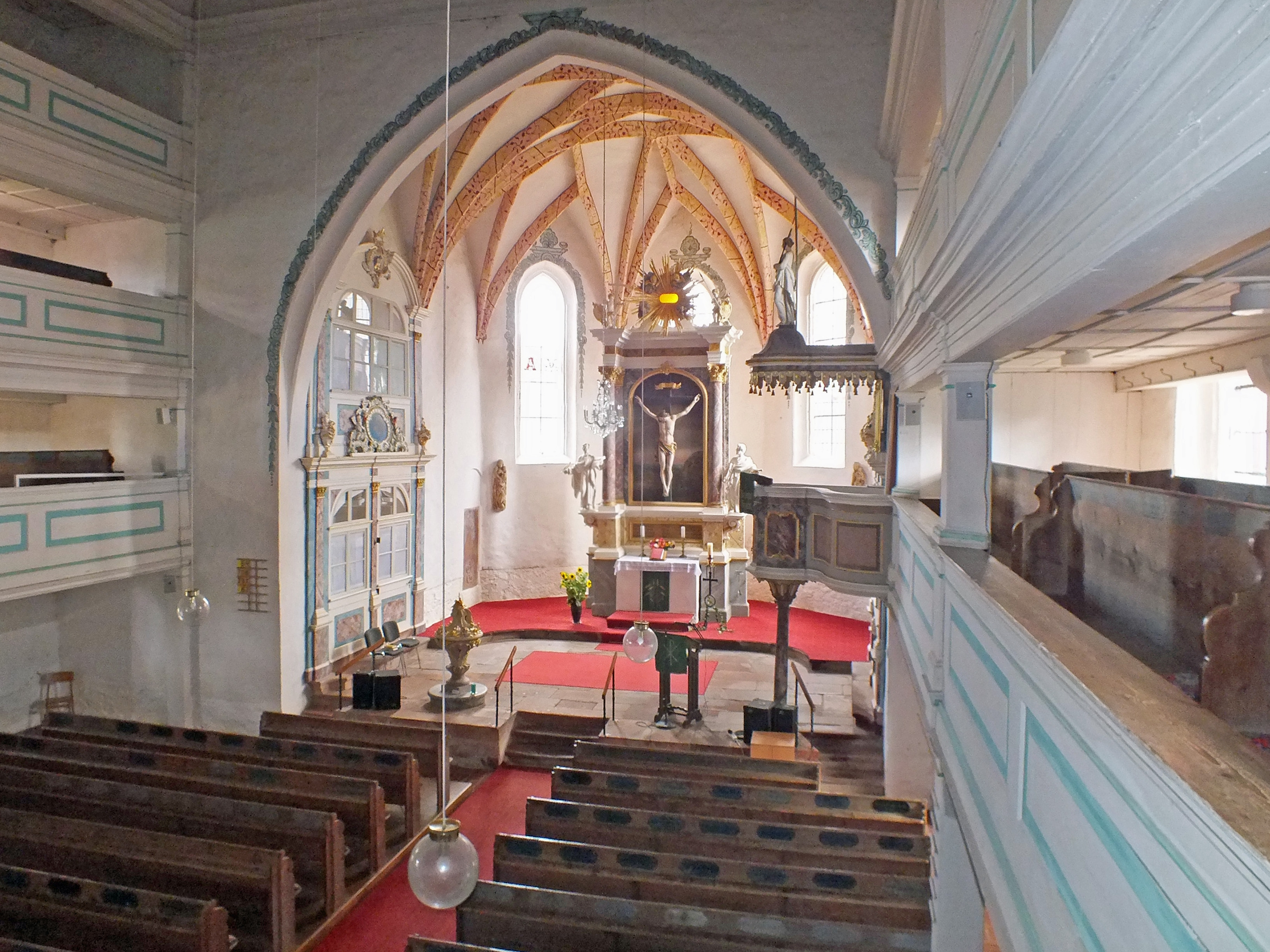
Innenansicht

## Politik

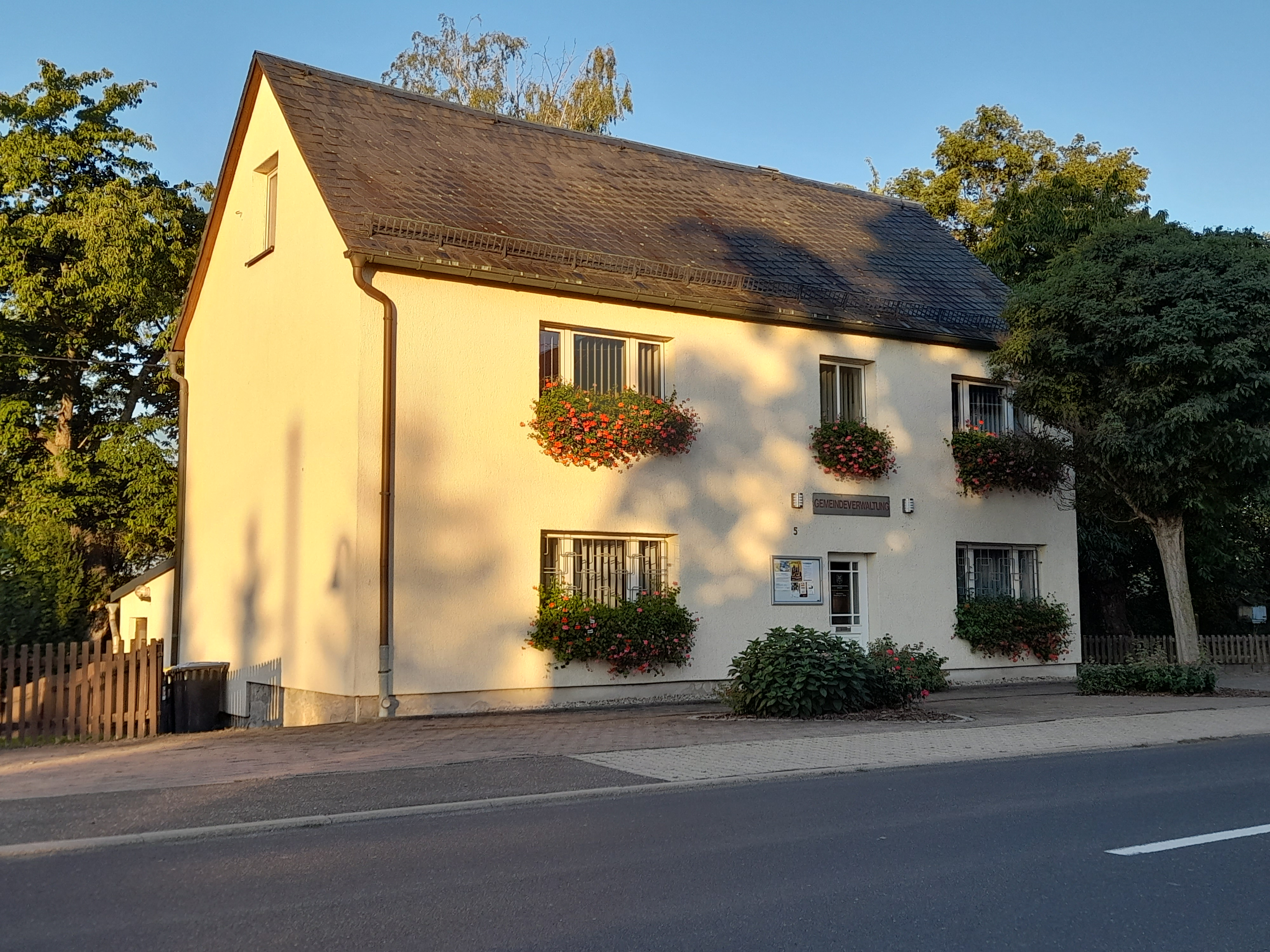
Gemeindeverwaltung Seelitz in Gröblitz

### Gemeinderat
Seit der Gemeinderatswahl am 9. Juni 2024 verteilen sich die 12 Sitze des Gemeinderates folgendermaßen auf die einzelnen Gruppierungen:
- Bürgerbewegung Kirche (BBK): 6 Sitze
- Bürgergemeinschaft FFw (BG FFw): 3 Sitze
- Seeliz gemeinsam gestalten (Sgg): 2 Sitz
- Linke: 1 Sitz

| Gemeinderat ab 2024Insgesamt 12 Sitze - Linke: 1 - BBK: 6 - Sgg: 2 - BG FFw: 3 Seelitz gemeinsam gestalten kann zwei Sitze nicht besetzen. Der Gemeinderat verkleinert sich demgemäß. | Liste                       | 2024   | 2024   | 2019   | 2019   | 2014   | 2014   |
| Gemeinderat ab 2024Insgesamt 12 Sitze - Linke: 1 - BBK: 6 - Sgg: 2 - BG FFw: 3 Seelitz gemeinsam gestalten kann zwei Sitze nicht besetzen. Der Gemeinderat verkleinert sich demgemäß. | Liste                       | Sitze  | in %   | Sitze  | in %   | Sitze  | in %   |
| Gemeinderat ab 2024Insgesamt 12 Sitze - Linke: 1 - BBK: 6 - Sgg: 2 - BG FFw: 3 Seelitz gemeinsam gestalten kann zwei Sitze nicht besetzen. Der Gemeinderat verkleinert sich demgemäß. | Bürgerbewegung Kirche       | 6      | 43,7   | 6      | 37,8   | 8      | 46,7   |
| Gemeinderat ab 2024Insgesamt 12 Sitze - Linke: 1 - BBK: 6 - Sgg: 2 - BG FFw: 3 Seelitz gemeinsam gestalten kann zwei Sitze nicht besetzen. Der Gemeinderat verkleinert sich demgemäß. | Seelitz gemeinsam gestalten | 2      | 25,5   | 1      | 11,2   | –      | –      |
| Gemeinderat ab 2024Insgesamt 12 Sitze - Linke: 1 - BBK: 6 - Sgg: 2 - BG FFw: 3 Seelitz gemeinsam gestalten kann zwei Sitze nicht besetzen. Der Gemeinderat verkleinert sich demgemäß. | Bürgergemeinschaft FFw      | 3      | 21,7   | 2      | 16,2   | 3      | 21,2   |
| Gemeinderat ab 2024Insgesamt 12 Sitze - Linke: 1 - BBK: 6 - Sgg: 2 - BG FFw: 3 Seelitz gemeinsam gestalten kann zwei Sitze nicht besetzen. Der Gemeinderat verkleinert sich demgemäß. | Linke                       | 1      | 9,1    | 2      | 11,5   | 2      | 17,1   |
| Gemeinderat ab 2024Insgesamt 12 Sitze - Linke: 1 - BBK: 6 - Sgg: 2 - BG FFw: 3 Seelitz gemeinsam gestalten kann zwei Sitze nicht besetzen. Der Gemeinderat verkleinert sich demgemäß. | AfD                         | –      | –      | 1      | 14,2   | –      | –      |
| Gemeinderat ab 2024Insgesamt 12 Sitze - Linke: 1 - BBK: 6 - Sgg: 2 - BG FFw: 3 Seelitz gemeinsam gestalten kann zwei Sitze nicht besetzen. Der Gemeinderat verkleinert sich demgemäß. | CDU                         | –      | –      | 1      | 9,1    | 1      | 10,2   |
| Gemeinderat ab 2024Insgesamt 12 Sitze - Linke: 1 - BBK: 6 - Sgg: 2 - BG FFw: 3 Seelitz gemeinsam gestalten kann zwei Sitze nicht besetzen. Der Gemeinderat verkleinert sich demgemäß. | SPD                         | –      | –      | –      | –      | –      | 4,7    |
| Gemeinderat ab 2024Insgesamt 12 Sitze - Linke: 1 - BBK: 6 - Sgg: 2 - BG FFw: 3 Seelitz gemeinsam gestalten kann zwei Sitze nicht besetzen. Der Gemeinderat verkleinert sich demgemäß. | Wahlbeteiligung             | 75,5 % | 75,5 % | 68,5 % | 68,5 % | 57,4 % | 57,4 % |

### Bürgermeister
Am 12. Juni 2022 wurde Bürgermeister Thomas Oertel mit 75,7 % der Stimmen im Amt bestätigt.

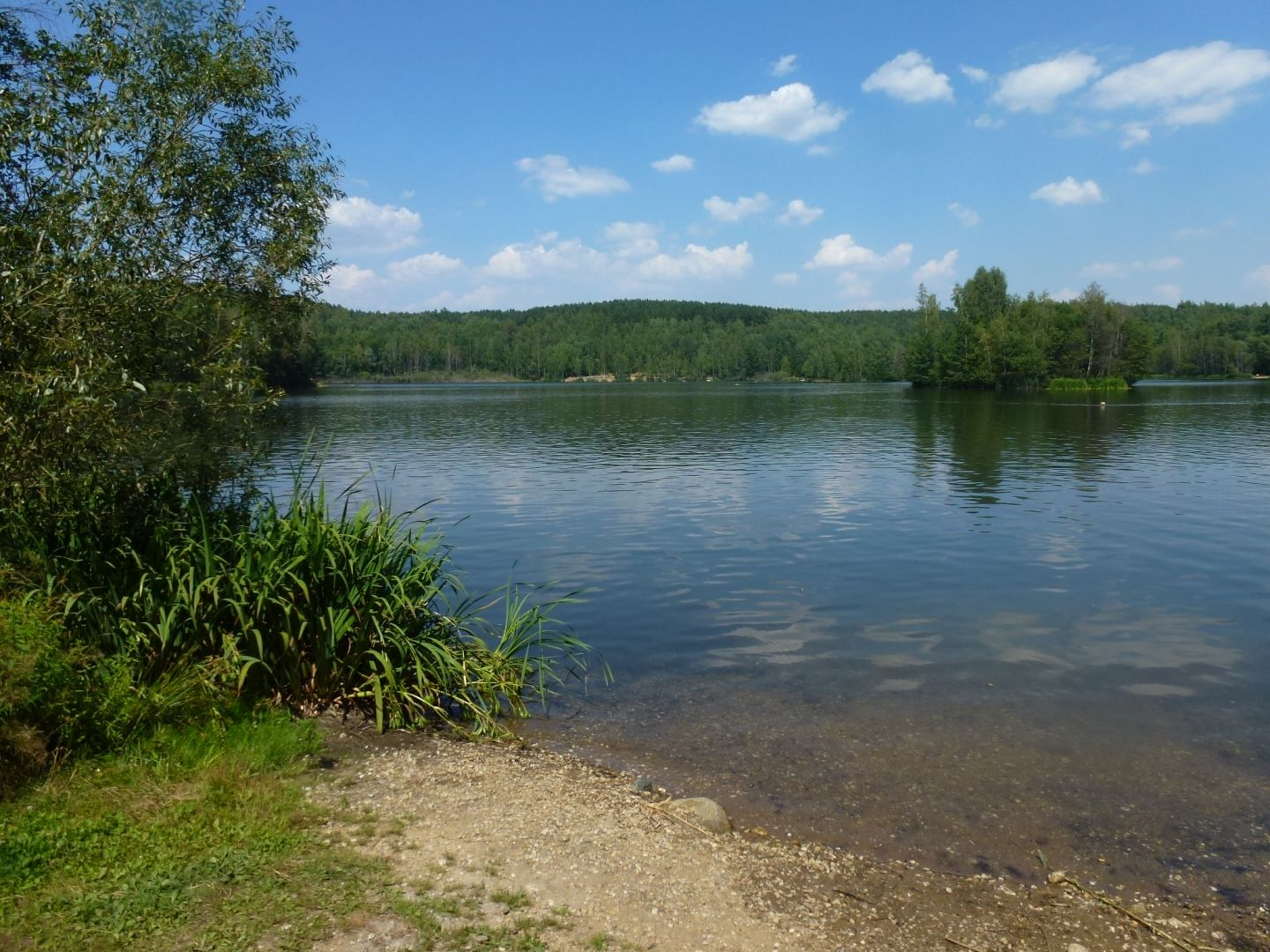
Sandgrube Biesern

| Wahl | Bürgermeister | Vorschlag             | Wahlergebnis (in %) |
| ---- | ------------- | --------------------- | ------------------- |
| 2022 | Thomas Oertel | Oertel                | 75,7                |
| 2015 | Thomas Oertel | Bürgerbewegung Kirche | 97,3                |
| 2008 | Thomas Oertel | Bürgerbewegung Kirche | 56,9                |
| 2001 | Horst Bemmann | Bürgerbewegung Kirche | 99,2                |

## Kultur und Sehenswürdigkeiten
- siehe auch: Liste der Kulturdenkmale in Seelitz
- Dorfkirche St. Annen
- Rochlitzer Berg
- Muldental mit Hängebrücke Sörnzig–Fischheim
- Fischheimer Borstel, slawische Burgwallanlage um 1000
- Sandgrube Biesern, Bade- und Angelgewässer

## Verkehr
Die B 107 (Rochlitz–Chemnitz) führt durch den Osten des Gemeindegebietes und auch die B 175 verläuft im Norden des Gemeindegebietes (Rochlitz–Geringswalde). Die durch den Ortsteil Steudten führende Bahnstrecke Glauchau–Wurzen („Muldentalbahn“) ist nicht mehr in Betrieb, auch die durch den Ortsteil Döhlen führende Bahnstrecke Waldheim–Rochlitz wurde stillgelegt.
Eine Reaktivierung der Strecke ist derzeit politisch in der Diskussion.
Seelitz liegt am Mulderadweg.

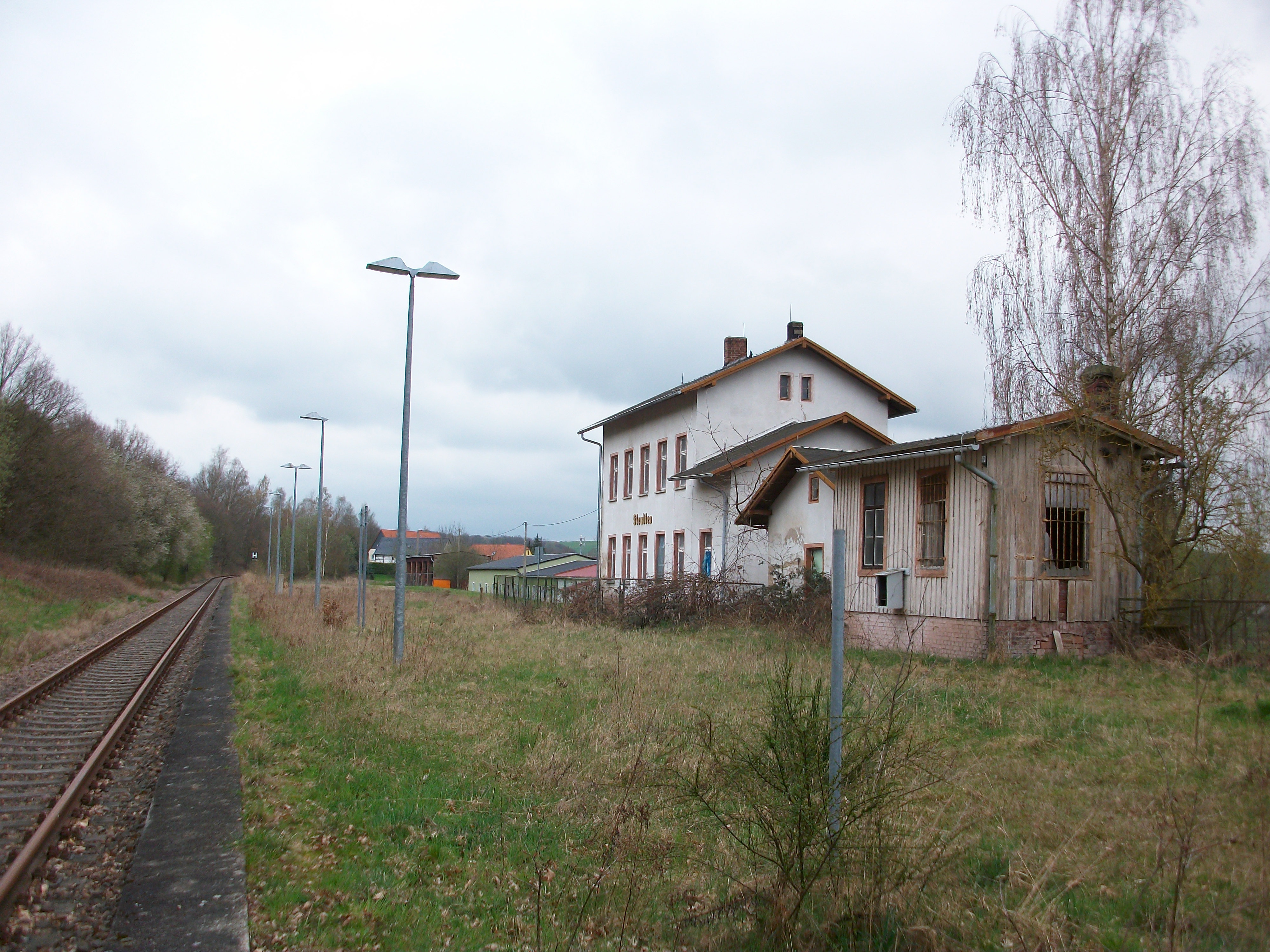
Bahnhof Steudten (2016)
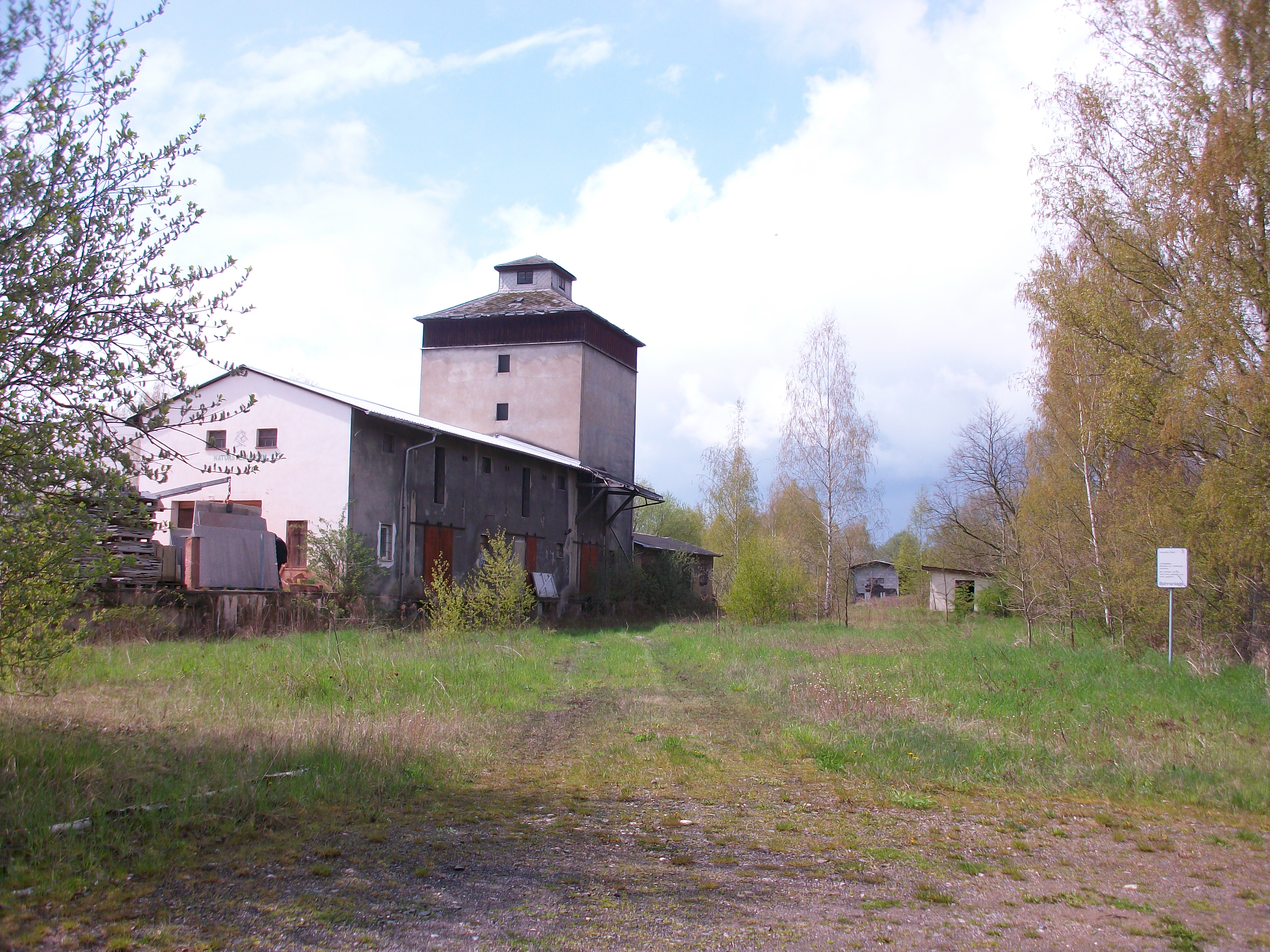
Haltepunkt Döhlen (2016)